# Sonnenberg (Starnberg)
Der Sonnenberg ist ein 662 m hoher Berg im Bayerischen Alpenvorland nördlich des Starnberger Sees. Er ist die höchste Erhebung der eiszeitlichen Endmoräne am nördlichen Ende der ehemaligen Gletscherzunge. Der höchste Punkt ist bewaldet und zunächst über Forstwege, dann kurz weglos erreichbar.